# 엔지 마티네즈

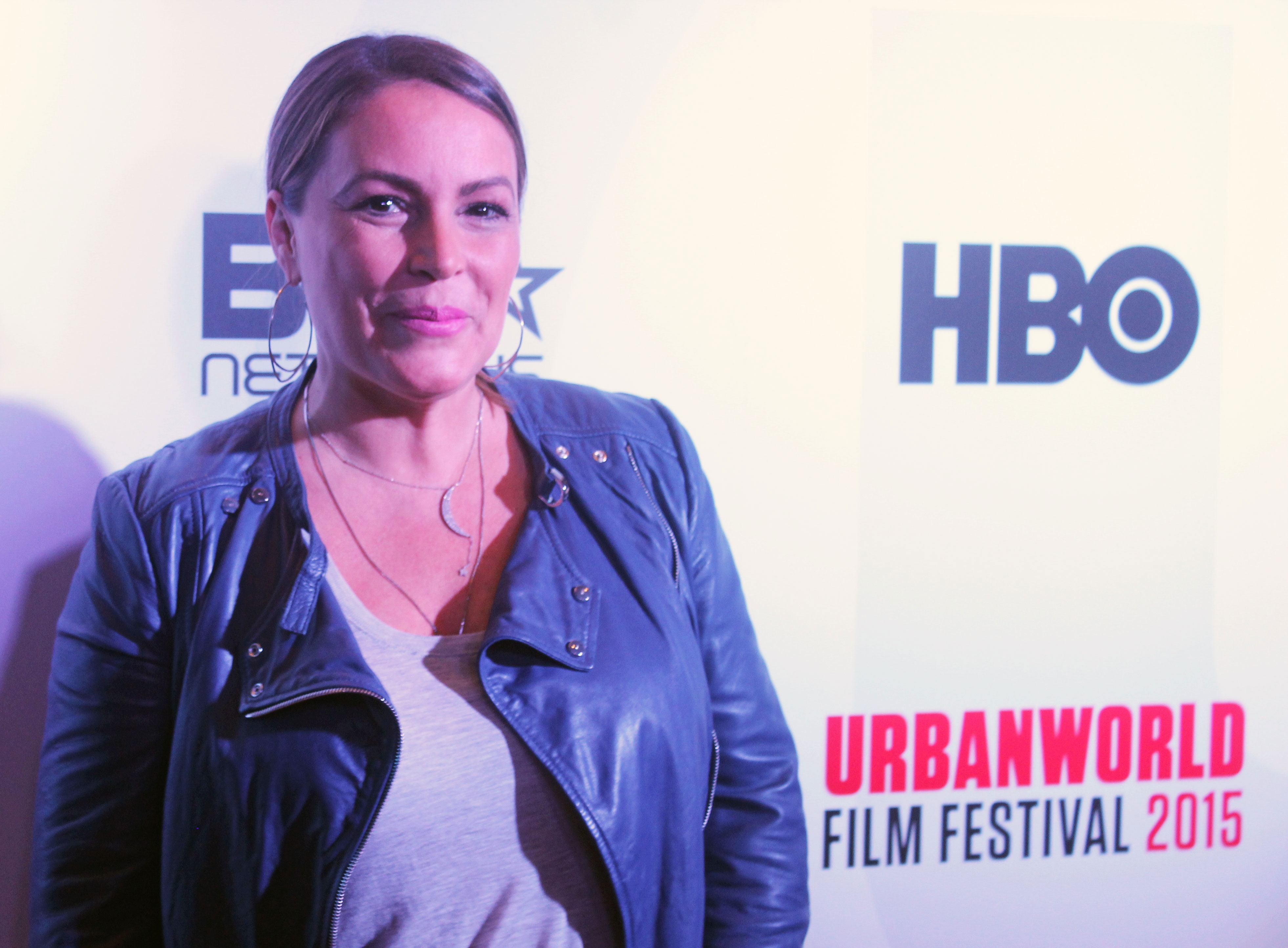

엔지 마티네즈(Angie Martinez, 1971년 1월 9일 ~ )는 미국의 배우, 음악가, 가수, 모델, 라디오 DJ, 영화배우, 래퍼이다.
브루클린에서 태어났다.